# Peder Hansen Resen
Peder Hansen Resen, född den 17 juni 1625, död den 1 juni 1688, var en dansk jurist och historiker, son till biskop Hans Hansen Resen, sonson till biskop Hans Poulsen Resen.
Resen tog 1653 juris doktorsgrad vid universitetet i Padua och blev professor i sedelära 1657 samt i lagfarenhet 1662. Därjämte blev han 1664 borgmästare och 1672 president i Köpenhamn, 1669 dessutom höjesteretsassessor. Åren 1680-81 medverkade Resen till den slutliga revisionen av Danske lov. Han adlades 1686. Som författare är han bekant genom den okritiska, men underhållande Kong Frederik den andens krönike (1680), vartill förarbeten gjorts av Lyschander; men han ledde även utgivningen av flera gamla danska lagar, Snorre Sturlassons Edda och de av den isländske studenten Guðmundur Andrésson bearbetade delarna av den äldre Eddan samt av Andréssons isländsk-latinska ordbok (1683). Däremot blev han aldrig färdig med sitt eget huvudverk, Atlas danicus, som han påbörjat redan 1666; blott ett par avdelningar (Samsø och Köpenhamn) utgavs 1675-77. Bilderna stacks i koppar, men plåtarna förstördes jämte hans samlingar i 30 folioband, då universitetsbiblioteket, till vilket de skänkts, brann 1728. Blott några avskrifter av hans bearbetningar och planscherna är i behåll.